# Shanghai-Dialekt
Der Shanghai-Dialekt, auch Shanghaiisch oder Shanghainesisch (chinesisch 上海話 / 上海话, Pinyin shànghǎihuà, Shanghainesisch: 上海閒話/上海闲话, Wugniu Romanisierung: zaon-he ghe-gho) genannt, gehört zur Wu-Dialektgruppe des Chinesischen.

## Status
Der Shanghai-Dialekt hat keinen offiziellen Status. Verwaltungs- und Bildungssprache in Shanghai ist Hochchinesisch. Trotz seines ursprünglich relativ hohen Prestiges vor Ort scheint der Shanghai-Dialekt an Terrain zu verlieren. Es gibt zwar eine traditionelle Opernform im Shanghai-Dialekt (hùjù 沪剧), jedoch beispielsweise keine moderne Popmusik. Seit den 90er-Jahren wird der Shanghai-Dialekt sporadisch im Rundfunk verwendet. 1995 gab es einen Fernsehfilm über die Kulturrevolution im Shanghai-Dialekt, der landesweit ausgestrahlt wurde. Durch den Zuzug von Menschen aus anderen Teilen Chinas und durch den Einfluss des Hochchinesischen verändern sich Wortschatz und Syntax des Shanghai-Dialekts rasch. Viele Sprachwissenschaftler betrachten ihn als schwer analysierbaren Mischmasch und betrachten in der Regel die Dialekte von Suzhou und Wenzhou als repräsentative Beispiele für die Wu-Dialekte, obwohl diese Dialekte viel weniger Sprecher haben. Für viele jüngere Menschen in Shanghai ist Ende des 20. Jahrhunderts Hochchinesisch zur Erstsprache geworden.
Typische Fehler im Hochchinesischen, wie sie von Shanghai-Dialektsprechern gemacht werden, sind die fehlende Unterscheidung zwischen [⁠n⁠] und [⁠ŋ⁠] am Silbenende sowie zwischen [ʦ ʦʰ s] und [tʂ tʂʰ ʂ] am Silbenanfang und die Ersetzung von Diphthongen durch Monophthonge ([⁠ɛ⁠] und [⁠ɔ⁠] statt [ai] und [au]).

## Phonetik und Phonologie
Im Shanghai-Dialekt ist die historische Dreiteilung der Plosive und Affrikaten (einfach–aspiriert–stimmhaft) sowie die historische Zweiteilung der Frikative (stimmlos–stimmhaft) als Silbenanlautkonsonanten erhalten.
Die Stimmhaftigkeit wird im Wortanlaut als hauchige Phonation (breathy voice) des folgenden Vokals, im Wortinneren als Stimmhaftigkeit des Konsonanten selbst realisiert.

### Konsonanten
Der Shanghai-Dialekt hat die zwölf Plosive p pʰ b t tʰ d k kʰ ɡ kʷ kʷʰ ɡʷ, den Glottisverschluss ʔ, die vier Nasale m n ɲ ŋ, die neun Frikative f v s z ɕ ʑ h ɦ hʷ, die fünf Affrikaten ʦ ʦʰ ʨ ʨʰ ʥ, die zwei Approximanten w j und die Liquida l.

### Vokale
Der Shanghai-Dialekt hat die Vokale i ɪ y ʏ ɛ ə ø a ɔ ɤ o u ʊ, wobei [ɪ ʏ ə ʊ] jeweils Allophone von /i y ɛ u/ sind (/i y ɛ/ → [ɪ ʏ ə]/_[ŋ ʔ], /⁠u⁠/ → [⁠ʊ⁠]/_[⁠ŋ⁠]). Bei Sprechern unter Mitte Vierzig fallen die Silbenauslaute [-aŋ] und [-ɔŋ] zu [-ãŋ] zusammen.

### Silbenbildende Konsonanten
Im Shanghai-Dialekt kommen die drei silbenbildenden Konsonanten m ŋ ɹ vor, wobei [⁠ɹ⁠] ein Allophon von /i/ ist und nur nach den apiko-alveolaren Anlauten ʦ ʦʰ s z auftritt.

### Diphthonge
Es gibt im Shanghai-Dialekt folgende „eigentliche“ Diphthonge: /ja jɔ jɤ ej/, daneben treten die Kombinationen [jɛ jʊ] auf, da nach den palatalen Anlauten ɕ ʑ ʨ ʨʰ ʥ ein j eingeschoben wird ({\displaystyle 0\!\!\!{/}} → j/[+koronal –vorne]_v, wenn v≠[ɪ i y ʏ]); die „eigentlichen“ Diphthonge kommen sowohl nach palatalen als auch nach nicht-palatalen Anlauten vor.

### Silbenstruktur
Der Shanghai-Dialekt weist drei verschiedene Silbenstrukturen auf: (K)V, (K)VS und (K)VN, wobei K für einen Konsonanten steht, V für einen Vokal, silbenbildenden Konsonant oder Diphthong, S für den Glottisverschluss ʔ und N für den velaren Nasal ŋ.

### Tonsystem
Der Shanghai-Dialekt ist wie alle chinesischen Dialekte eine Tonsprache. In populären Darstellungen heißt es manchmal, der Shanghai-Dialekt habe nur zwei Töne, und tatsächlich ist der Unterschied zwischen einem hohen und einem tiefen Register besonders ausgeprägt. Wissenschaftliche Darstellungen beschreiben für einsilbige Wörter jedoch in der Regel fünf bis sieben phonologisch distinktive Töne. Einige der historischen Tonkategorien sind zusammengefallen; die Tonverläufe des Shanghai-Dialekts werden hier mit Ziffern dargestellt (1–tief, 5–hoch): yīnpíng 阴平 51; yīnshǎng 阴上 34; yīnqù 阴去, yángpíng 阴平, yángshǎng 阳上 und yángqù 阳去 13; yīnrù 阴入 5 und yángrù 阳入 12, wobei Silben, welche einen der beiden rù-Töne – rùshēng – 入声 tragen, auf einen Glottisverschluss enden.
Silben mit stimmhaften Obstruenten im Anlaut tragen Töne, die tief beginnen (Tonverlauf 12 mit Glottisverschluss am Silbenende und Tonverlauf 13); Silben mit stimmlosen Obstruenten im Anlaut hingegen tragen Töne, die nicht tief beginnen (Tonverlauf 5 mit Glottisverschluss, sowie Tonverläufe 51 und 34). Diese Unterscheidung zwischen stimmhaften und stimmlosen Anlauten gilt nicht für die Sonoranten (m n ɲ ŋ w j l), die mit jedem Tonverlauf kombiniert auftreten.
Beim Aufeinanderfolgen der Silben treten komplizierte Tonveränderungen (Sandhi) auf; bei mehrsilbigen Wörtern kann man vier verschiedene Tonmuster bzw. -verläufe beobachten:
| Tonmuster | Beispiel          | lexikalischer Ton der ersten Silbe | einsilbig | zweisilbig | dreisilbig     | viersilbig         | fünfsilbig               |
| --------- | ----------------- | ---------------------------------- | --------- | ---------- | -------------- | ------------------ | ------------------------ |
| I         | tʰi51 天 „Himmel“ | HM / 51                            | 51        | 5-1        | 5-3-1          | 5-3↑-3↓-1          | 5-4-3-2-1                |
| II        | tʰi34 体 „Körper“ | MH / 351                           | 34        | 3-4        | 3-5-1          | 3-5-3-1            | 3-5-3↑-3↓-1              |
| III       | di13 地 „Erde“    | TH / 151                           | 13        | 1-3        | 1-5-1          | 1-5-3-1            | 1-5-3↑-3↓-1              |
| IV        | tʰiʔ5 铁 „Eisen“  | H / 451                            | 5         | 4-5        | 4-5-1          | 4-5-3-1            | 4-5-3↑-3↓-1              |
| V         | diʔ1 敌 „Feind“   | TH / 12                            | 12        | 1-12 (1-3) | 1-1-12 (1-5-1) | 1-1-1-12 (1-5-3-1) | 1-1-1-1-12 (1-5-3↑-3↓-1) |

Bei dieser Beschreibung der Toneme steht H für hohes, M für mittleres und T für tiefes Register. Die Pfeile bedeuten eine Steigerung bzw. Senkung der Tonhöhe. Nach dieser Analyse ist bei mehrsilbigen Wörtern nur der lexikalische Ton der ersten Silbe maßgeblich; er bestimmt den Tonverlauf für das ganze Wort oder sogar eine ganze Phrase.

## Grammatik
Die Grammatik des Shanghai-Dialekts ähnelt der Grammatik anderer chinesischer Dialekte. Die Satzstellung ist in der Regel Subjekt–Verb–Objekt, bei zwei Objekten steht jedoch das direkte Objekt – im Gegensatz zum Hochchinesischen – normalerweise vor dem indirekten Objekt.

## Hörbeispiele
Das Projekt zur Sammlung von Hörbeispielen Tatoeba enthält auf seiner Webseite auch eine Auswahl an Sätzen im Shanghai-Dialekt zum Anhören.